# Marleyda Soto
Marleyda Soto Ríos (19 de febrero de 1977) es una laureada actriz y docente colombiana, reconocida por su participación en largometrajes como Dr. Alemán, La tierra y la sombra y Los silencios.

## Carrera

### Actuación
Soto estudió Arte Dramático en la Universidad del Valle en Cali. Debutó en el cine en el año 2007 protagonizado la película colomboalemana Dr. Alemán al lado del actor August Diehl. Un año después figuró en la película Perro come perro de Carlos Moreno Herrera.
Inició la década de 2010 con una participación en el largometraje Amores peligrosos de Antonio Dorado Zúñiga y en 2015 protagonizó la cinta La tierra y la sombra de César Augusto Acevedo, premiada el festival de Cannes de 2015 con la Caméra d'or. Un año después registró otro papel protagónico en la película de Felipe Guerrero Oscuro animal, ganando el premio a la mejor actriz en el Festival Internacional de Cine de Guadalajara.
Su más reciente aparición en cine ocurrió en 2019 en Los silencios, película de la cineasta brasileña Beatriz Seigner. Para realizar el papel de Amparo en esta producción, Marleyda tuvo que someterse a una estricta dieta que la llevó a ganar 20 kilos. En la duocécima edición del Habana Film Festival nuevamente obtuvo el premio a la mejor actriz.

### Docencia
En 2015 Soto se convirtió en docente de la Licenciatura en Educación Artística en la Fundación Universitaria Católica Lumen Gentium, invitada por el artista plástico Alexander Buzzy.

## Filmografía

### Cine
- 2007 - Dr. Alemán... Wendy
- 2008 - Perro come perro... Viuda de Medina
- 2013 - Amores peligrosos
- 2015 - La tierra y la sombra... Esperanza
- 2016 - Oscuro animal... Rocío
- 2019 - Los silencios... Amparo
- 2022 - La jauría
- 2024 - Cien años de soledad ... Úrsula Iguarán[8]